# Gewone hennepnetel
De gewone hennepnetel (Galeopsis tetrahit) is een eenjarige, 10-100 cm hoge plant uit de lipbloemenfamilie (Lamiaceae). De naam hennepnetel is gegeven omdat een blad van de hennepnetel lijkt op één enkel blaadje van het samengestelde blad van hennep (Cannabis sativa).

## Kenmerken
De vertakte, ruwbehaarde stengel draagt rode of gele klierhaartjes. Ook op de kelkbladtanden zitten deze klierhaartjes. Er zitten verdikkingen onder de knopen met stijve haartjes op een kussentje.
De 1-2 cm lange, in kransen groeiende bloem is lichtpaars en heeft donkere vlekjes. Ook witte en bleekgele bloemen komen voor. De bloemen zijn tweelippig. De bovenlip is gewelfd en de onderlip heeft drie slippen. De kelk heeft vijf smalle tanden.
De gewone hennepnetel bloeit in schijnkransen van juli tot oktober.
De bladeren zijn eirond tot lancetvormig, gezaagd, gesteeld en blauwgroen van kleur.
De maximale worteldiepte bedraagt 20 cm.
De vrucht is een vierdelige splitvrucht met 2,5-3 mm grote nootjes.

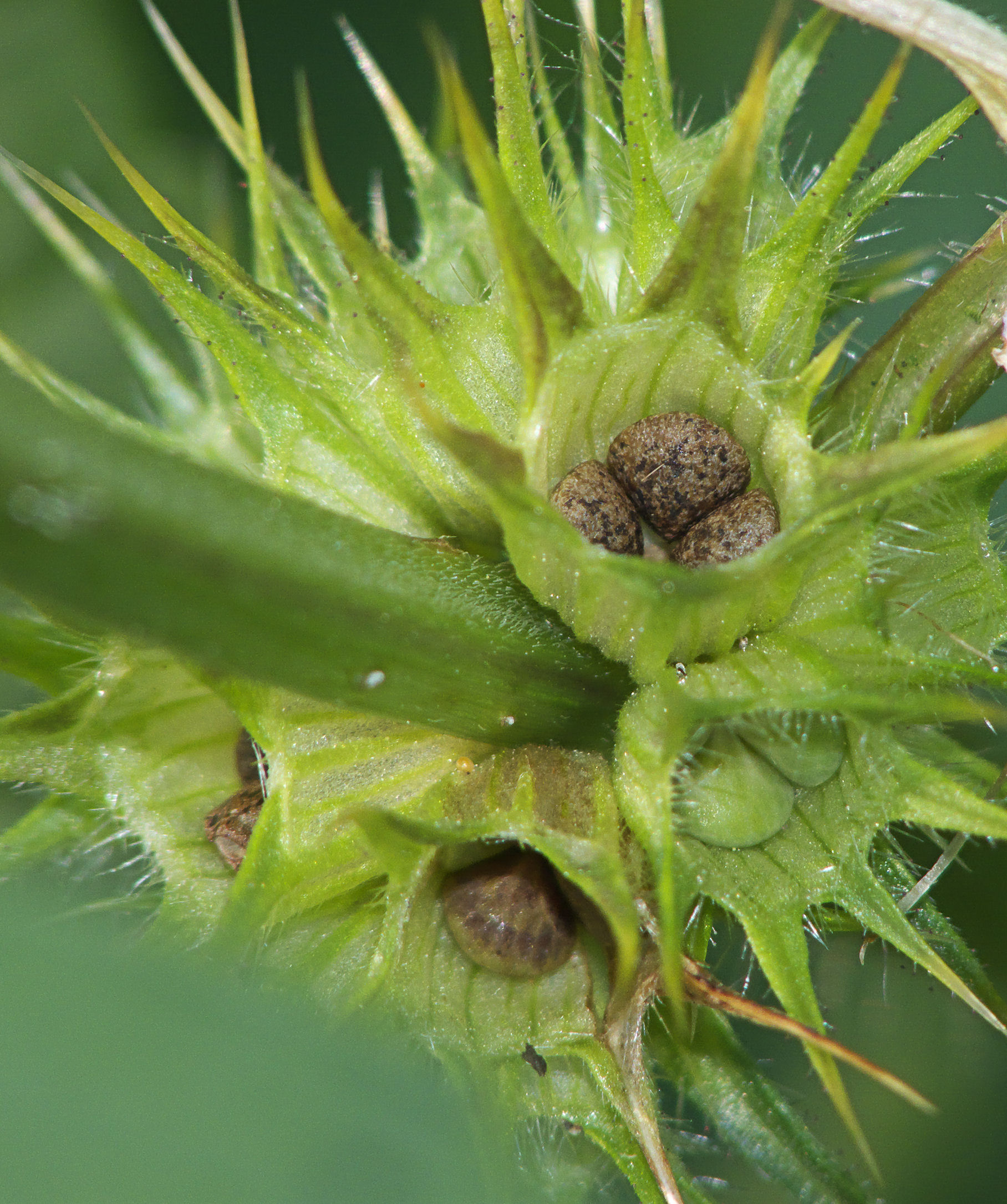
Nootjes

## Verspreiding
De plant groeit op bebouwde grond, vooral zand- en dalgrond. Ook komt hij voor langs wegen en tussen kreupelhout. De plant komt in grote delen van Europa voor op ruderale gronden. De zaden behouden lang hun kiemkracht, vaak meer dan vijf jaar.
De plant komt van nature voor In Europa en Azië. Reeds rond 1800 was de soort in Noord-Amerika wijdverbreid.
O'Donovan (1985) vond bij onderzoek dat de hennepnetel in een breed temperatuurspectrum kan groeien en zich kan voortplanten, maar de plant groeit niet goed op te droge grond. Bij een onderzoek in 1941 vond Spurway dat de ideale pH-waarde tussen 5 en 6 ligt.
In Europa komt de plant voor van Noorwegen tot Oekraïne en van Portugal tot Letland. In Afrika komt hij in Tunesië voor, in Oceanië in Nieuw-Zeeland.
De plant brengt gemiddeld zo'n 2800 zaden per plant voort, die op dieptes tussen 1 en 4 cm na een koude-periode ontkiemen. Ontkieming is het succesvolst bij relatief lage temperaturen (13 °C) en vindt niet plaats boven 25 °C.

## Ecologie
De plant geldt als stikstofindicator, omdat hij bij voorkeur op voedselrijke plaatsen groeit.
Bij een Zwitsers onderzoek bleek dat de plant voor gaasvliegen een van de vier populaire planten is om eitjes op te leggen.
Zoals de meeste soorten uit de lipbloemenfamilie is ook de hennepnetel een goede nectarproducent. Door de lange bloemvorm trekt de plant hoofdzakelijk langtongige hommels. Het is de favoriete plant van de akkerhommel (Bombus pascuorum).
De plant fungeert als waardplant voor de hennepnetelspanner (Perizoma alchemillata), het snuitkevertje Ceutorhynchus angulosus, het hennepnetelgoudhaantje (Chrysolina fastuosa), de chrysantenvlieg (Chromatomyia syngenesiae) en de gele aalbessenluis (Cryptomyzus galeopsidis).
De glanskop en de matkop (vogels) leggen van de vruchten voorraden aan.

## Landbouw
Als akkeronkruid is de plant een concurrent van tarwe, haver en luzerne.
Royer en Dickinson rapporteerden in 1999 opbrengstverliezen van 24% bij tarwe, wat overeenkomt met de 24% die Dew in 1979 voor tarwe vond. Bij 400 planten/m2 trad volgens Deschenes en Leger in 1982 30% opbrengstverlies voor haver op, en zelfs 85% bij luzerne.
Vroege mechanische controle is effectief bij laat zaaien van het gewas. MCPA is als chemisch bestrijdingsmiddel iets effectiever dan 2,4-D.

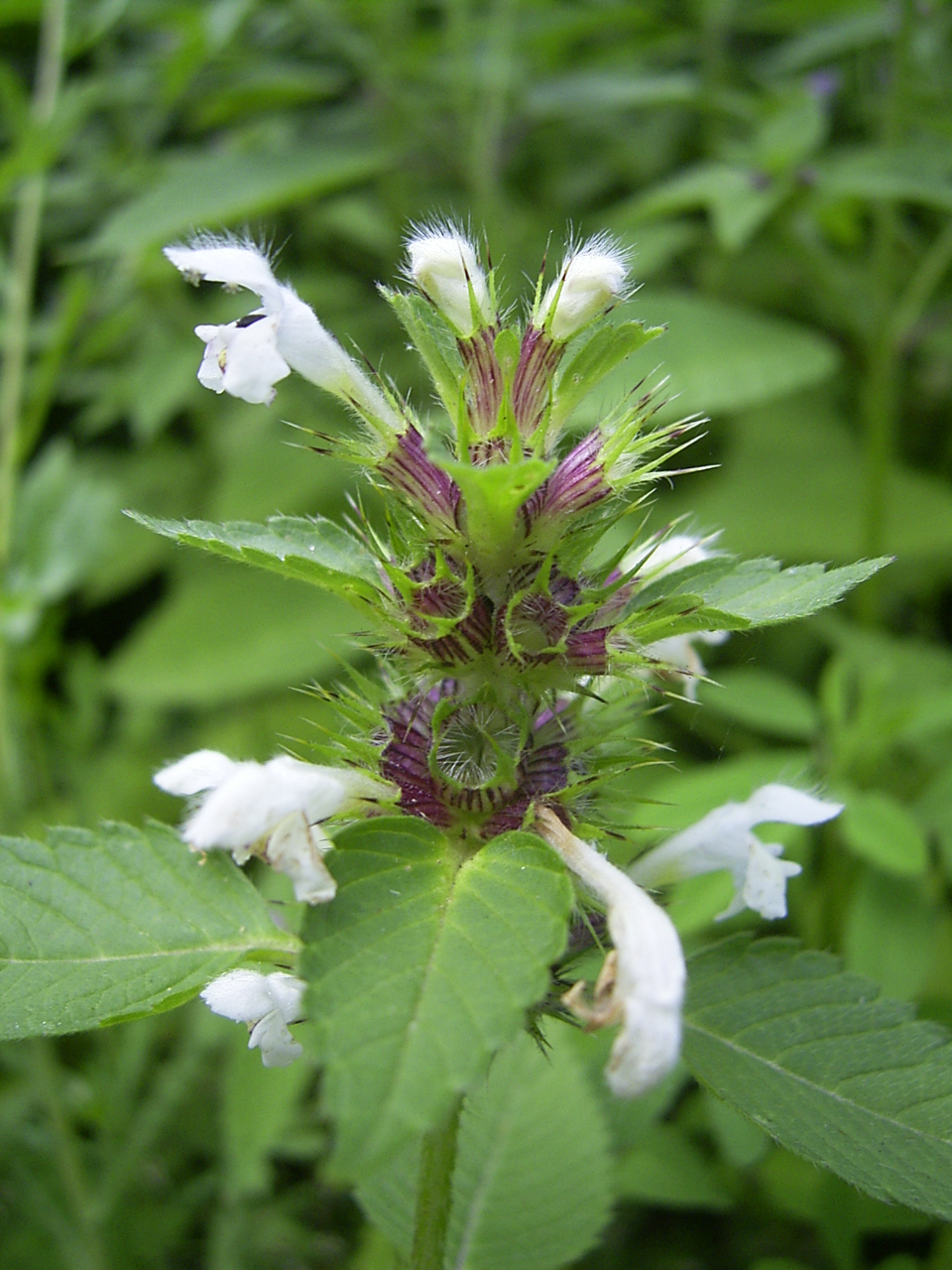
Bloeiwijze
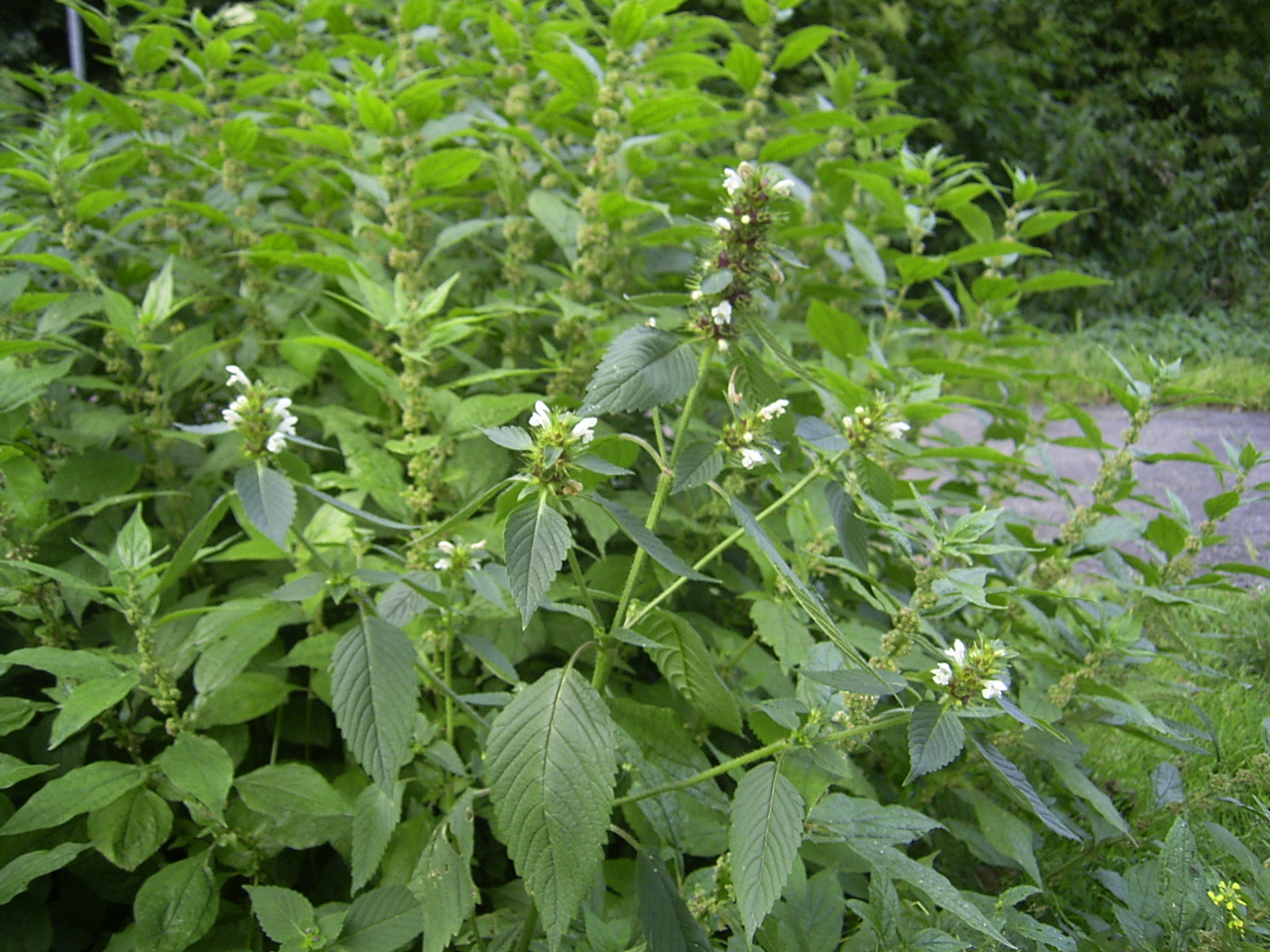
Plant
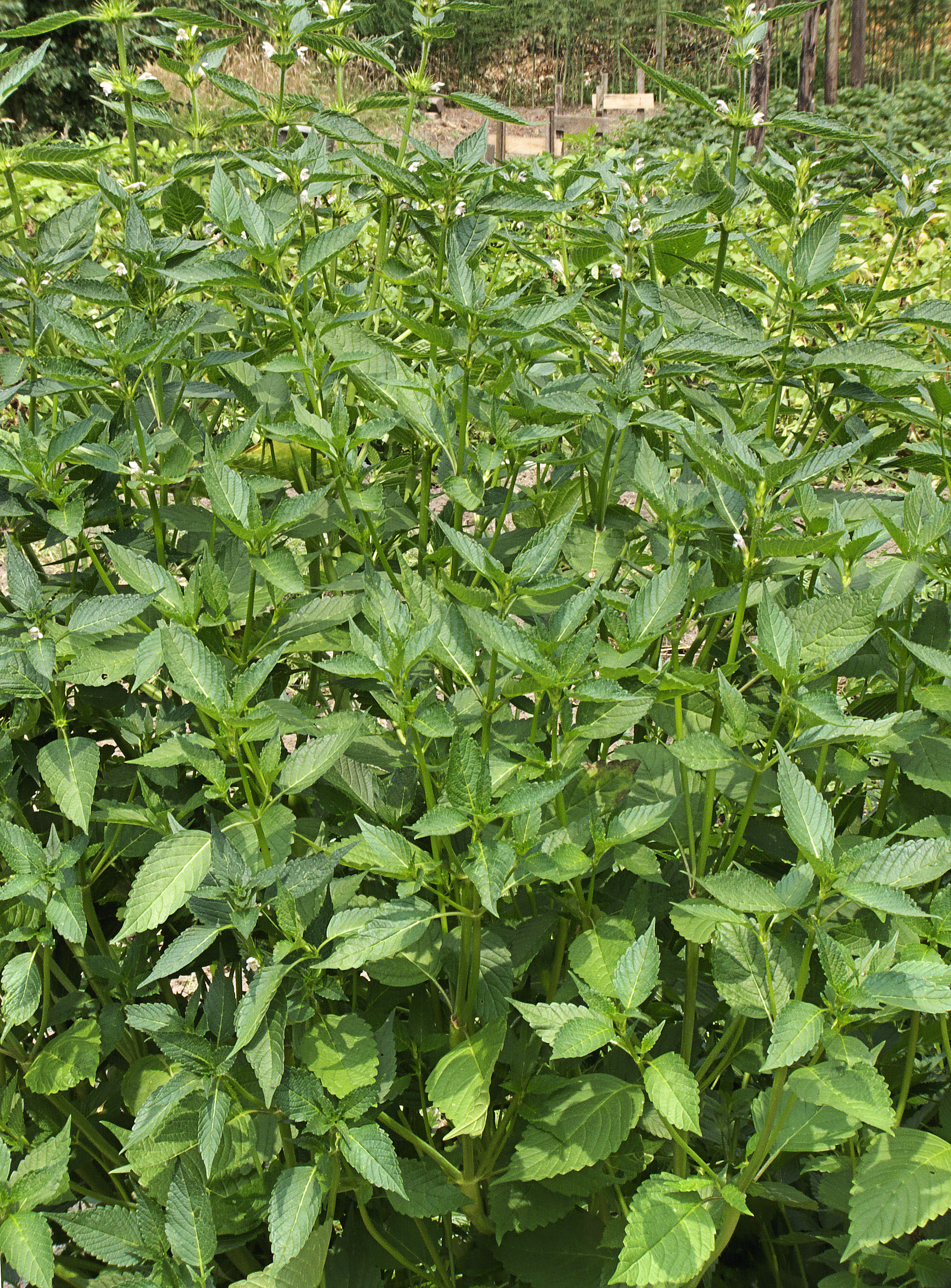
Planten in een moestuin. Planthoogte 160 cm.
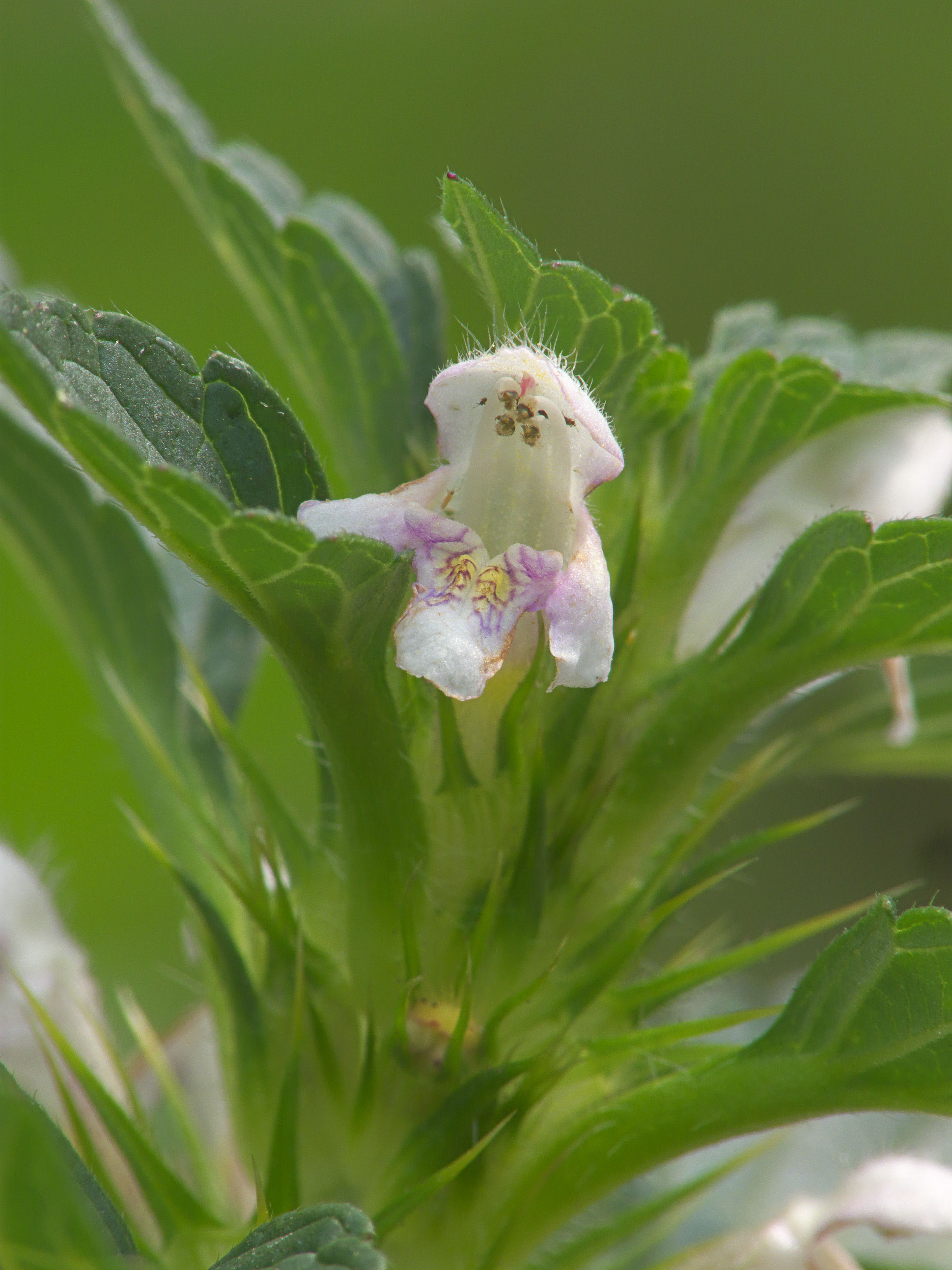
Bloem
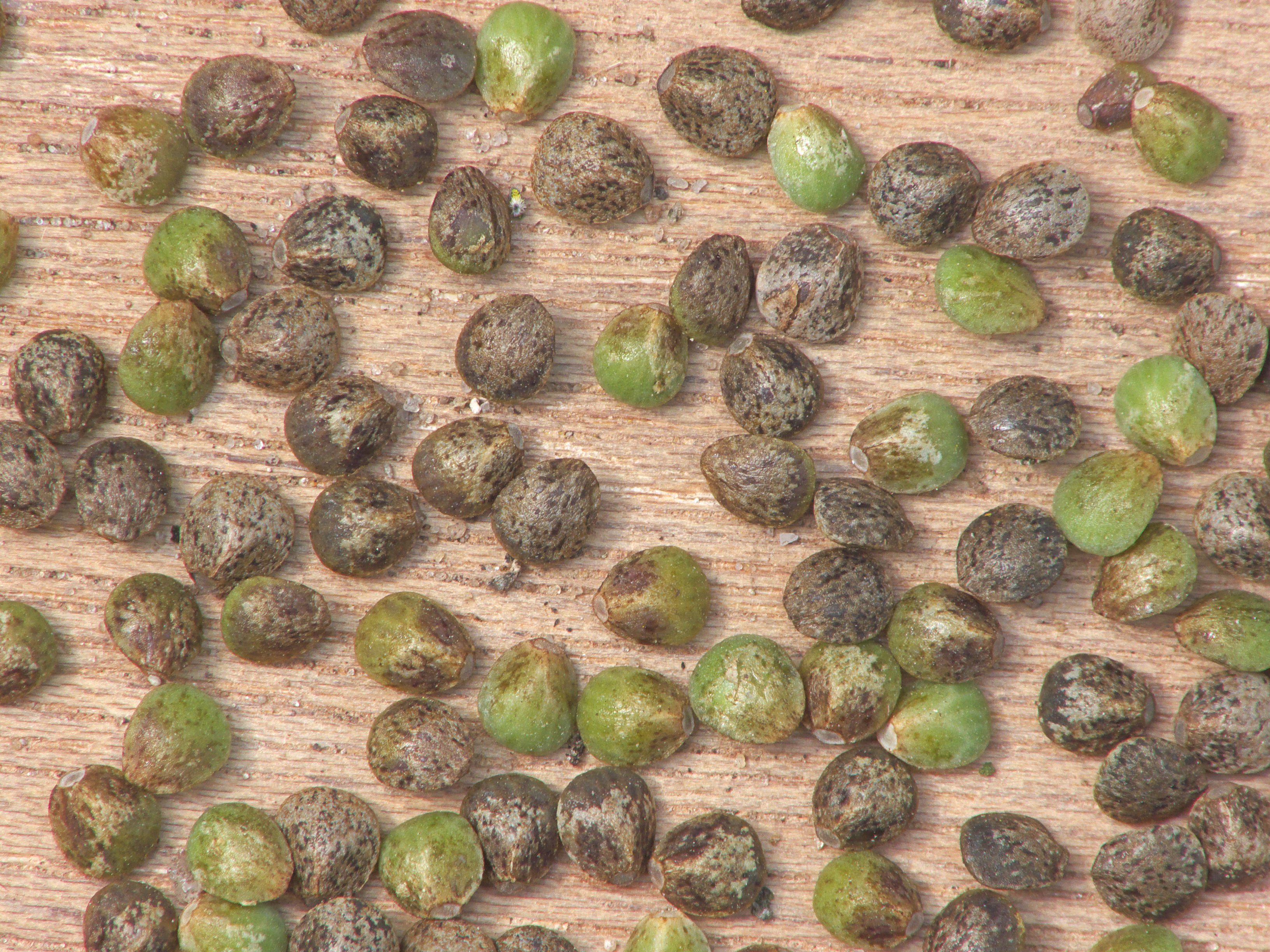
Rijpe en onrijpe nootjes, 3 - 3,5 mm lang
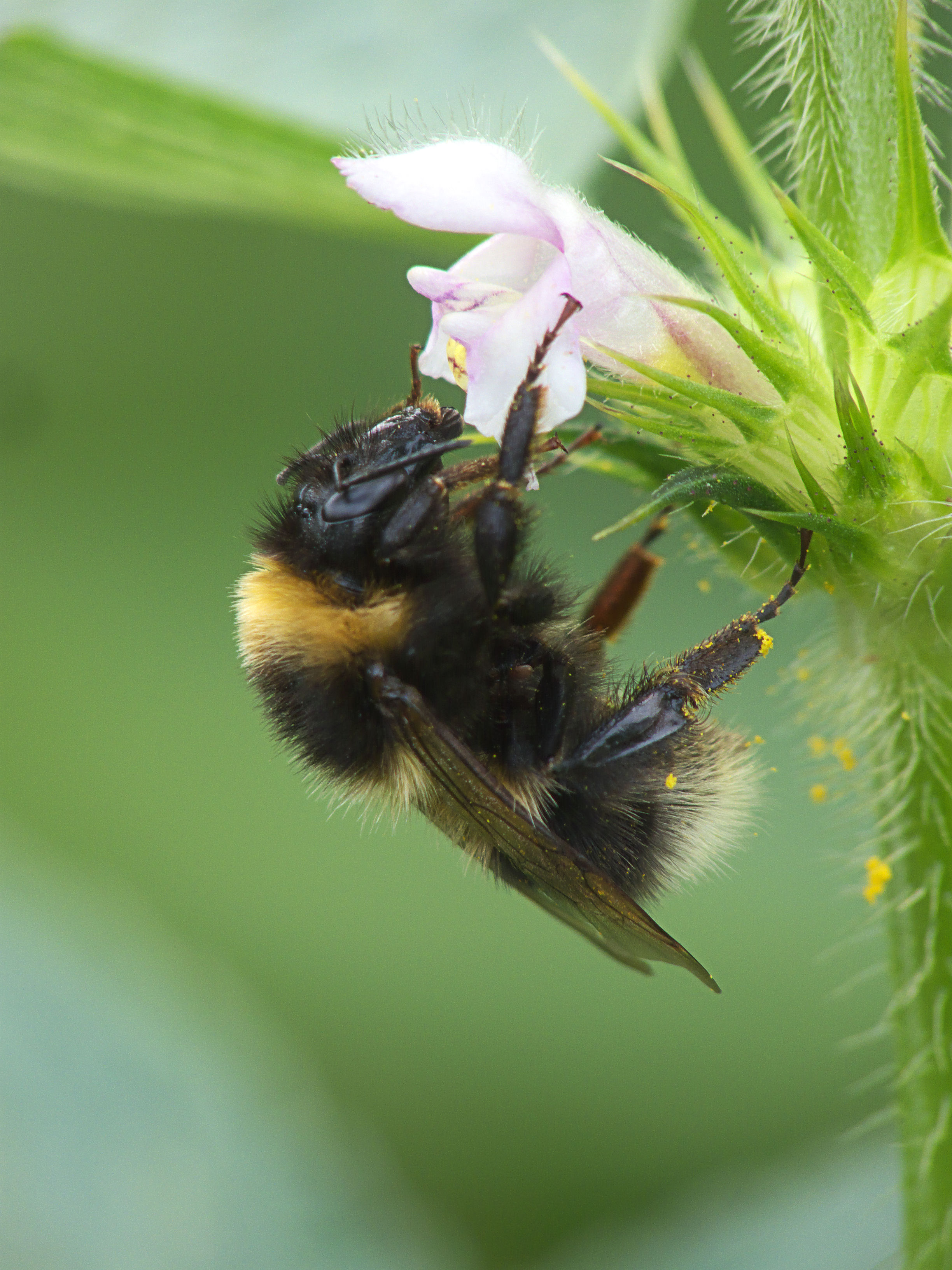
Tuinhommel en klierhaartjes op de kelktanden